# Инхибитор
Инхибитор је супстанца која успорава хемијску реакцију. Неки инхибитори делују тако да снижавају јачину катализатора. 
Један од познатих инхибитора је олово, које је отровно, као и његове соли. Делују на централни нервни систем и успоравају биохемијске реакције у организму. Насупрот инхибиторима су активатори, који убрзавају биохемијске реакције у организму.